# Enea Furlano da Cavriana
Enea Furlano da Cavriana (Friuli, 1475 circa – Finale Emilia, 9 ottobre 1521) condottiero, fu il favorito, e poi genero, del marchese di Mantova Francesco II Gonzaga.

## Biografia
Intraprese la carriera di uomo d'armi. Si trasferì a Mantova alla corte del marchese Francesco II Gonzaga, famoso condottiero, e divenne ben presto il suo favorito, fino a sposarne la figlia naturale Teodora (?-1519), che portò in dote 12.000 ducati. Durante la sua vita fu al soldo di diversi signori, ma, con alterne vicende, rimase sempre nell'orbita dei signori di Mantova.
Mentre si trovava a Mantova, organizzò l'uccisione di un cortigiano favorito di Francesco II Gonzaga, tale soprannominato "il Milanese". Fallita l'impresa, il marchese mise tutto a tacere, incolpando del fatto gli Estensi e Lucrezia Borgia. L'assassinio venne però compiuto dopo qualche tempo, nel 1505, da due sicari del Furlano, che venne esiliato da Mantova, subendo la confisca di tutti i suoi beni. Riparò a Casalmaggiore, territorio della Serenissima e nel 1506 venne riconsegnato ai Gonzaga, che lo richiusero nel Castello di San Giorgio e liberato solo nel 1509, schierandosi per la Repubblica di Venezia e sotto il comando del condottiero Antonio Savorgnan.
Desideroso di vendicarsi dei Gonzaga nel 1511 venne arrestato, privato della compagnia e incarcerato per un anno. Nel 1513 fu aggregato al condottiero Bartolomeo d'Alviano col grado di capitano dei cavalleggeri. Nel 1517 fu al soldo del duca di Urbino.
Morto nel 1519 Francesco II Gonzaga e godendo dei favori dello Stato Pontificio, cercò di riallacciare i rapporti con Mantova, richiedendo la restituzione dei beni: la vedova Isabella d'Este negò la richiesta. Papa Leone X riuscì a farlo reintegrare nelle sue cariche nel 1521 quando Federico II Gonzaga ottenne la carica di Capitano generale della Chiesa. Il 19 maggio 1521, forse per compiacere Isabella d'Este, organizzò a Roma l'assassinio, compiuto dal fratello Emilio, di un altro cortigiano del defunto marchese, Ludovico Camposampiero, davanti alla chiesa della Pace. Alla fine dello stesso anno, entrò al servizio del Duca di Ferrara, nemico dei Gonzaga. Enea Furlano morì il 9 ottobre 1521 a Finale Emilia, ucciso dai Pontifici capeggiati da Melchiorre Ramazzotto (1464–1539).